# Nelima narcisi
Nelima narcisi is een hooiwagen uit de familie Sclerosomatidae.